# Blæsbjerg (dokumentarfilm)
 For alternative betydninger, se Blæsbjerg. (Se også artikler, som begynder med Blæsbjerg)
Blæsbjerg er en dansk virksomhedsfilm fra 1983.